# アーバー・ロッジ (ポートランド)
アーバー・ロッジ（Arbor Lodge）は、アメリカ合衆国オレゴン州ポートランド市北部に位置する地区で、州間高速道路5号線の西側に広がる。ポートランド都市圏のライトレールであるMAXイエロー・ラインのノース・ロンバード・トランジット・センター駅とノース・ポートランド・ブルバード駅がこの地区内にある。これら2駅は2004年に完成し、ニュー・シーズンズ・マーケットやフレッド・マイヤーなどの大型店の開店などと共に、同地区の発展に寄与した。同地区には、1940年に開園したアーバー・ロッジ公園がある。